# El missatger
El missatger (títol original en anglès The Go-Between) és una pel·lícula britànica dirigida per Joseph Losey, estrenada el 1971 i doblada al català.

## Argument
Un noi procedent d'una família modesta és convidat pel seu camarada de classe d'una família de l'aristocràcia britànica. Es farà així el missatger de la noia de la casa que viu amors prohibits.

## Repartiment
- Julie Christie: Marian - Lady Trimingham
- Alan Bates: Ted Burgess
- Margaret Leighton: Mme Maudsley
- Michael Redgrave: Leo Colston
- Dominic Guard: 'Leo' Colston
- Michael Gough: Mr Maudsley
- Edward Fox: Hugh Trimingham
- Richard Gibson: Marcus
- Simon Hume-Kendall: Denys
- Roger Lloyd-Pack: Charles
- Amaryllis Garnett: Kate

## Premis i nominacions

### Premis
- 1971 Festival Internacional de Cinema de Canes: Palma d'Or
- 1972 Premis BAFTA: al millor guió, actor secundari (Edward Fox), actriu secundària (Margaret Leighton), i a la millor jove revelació (Dominic Guard).

### Nominacions
- 1972 Oscar a la millor actriu secundària per Margaret Leighton.
- 1972 Globus d'Or a la millor pel·lícula estrangera